# USS Hartford (1858)
El USS Hartford, un barco de vapor de guerra, fue el primer barco de la Armada de los Estados Unidos que recibió el nombre de Hartford, la capital de Connecticut. El Hartford sirvió en varias campañas importantes de la Guerra Civil estadounidense como buque insignia de David G. Farragut, en particular en la batalla de la bahía de Mobile en 1864. Sobrevivió hasta 1956, cuando se hundió mientras esperaba su restauración en Norfolk, Virginia.

## Hundimiento
El 19 de octubre de 1945, el Hartford fue remolcado al astillero naval de Norfolk y clasificado como una reliquia. Se permitió que el barco se deteriorara y, como resultado, el Hartford se hundió en su atracadero el 20 de noviembre de 1956. Resultó que no se podía restaurar y, posteriormente, fue desmantelado.
Actualmente se conservan diversos restos y objetos del buque en varios lugares de Estados Unidos.